# Hoepla
Hoepla was een Nederlands televisieprogramma, uitgezonden door de VPRO in de tweede helft van 1967. Het productieteam bestond uit Willem de Ridder, Hans Verhagen, Wim T. Schippers, Wim van der Linden, Trino Flothuis en Gied Jaspars.

## Onderwerpen

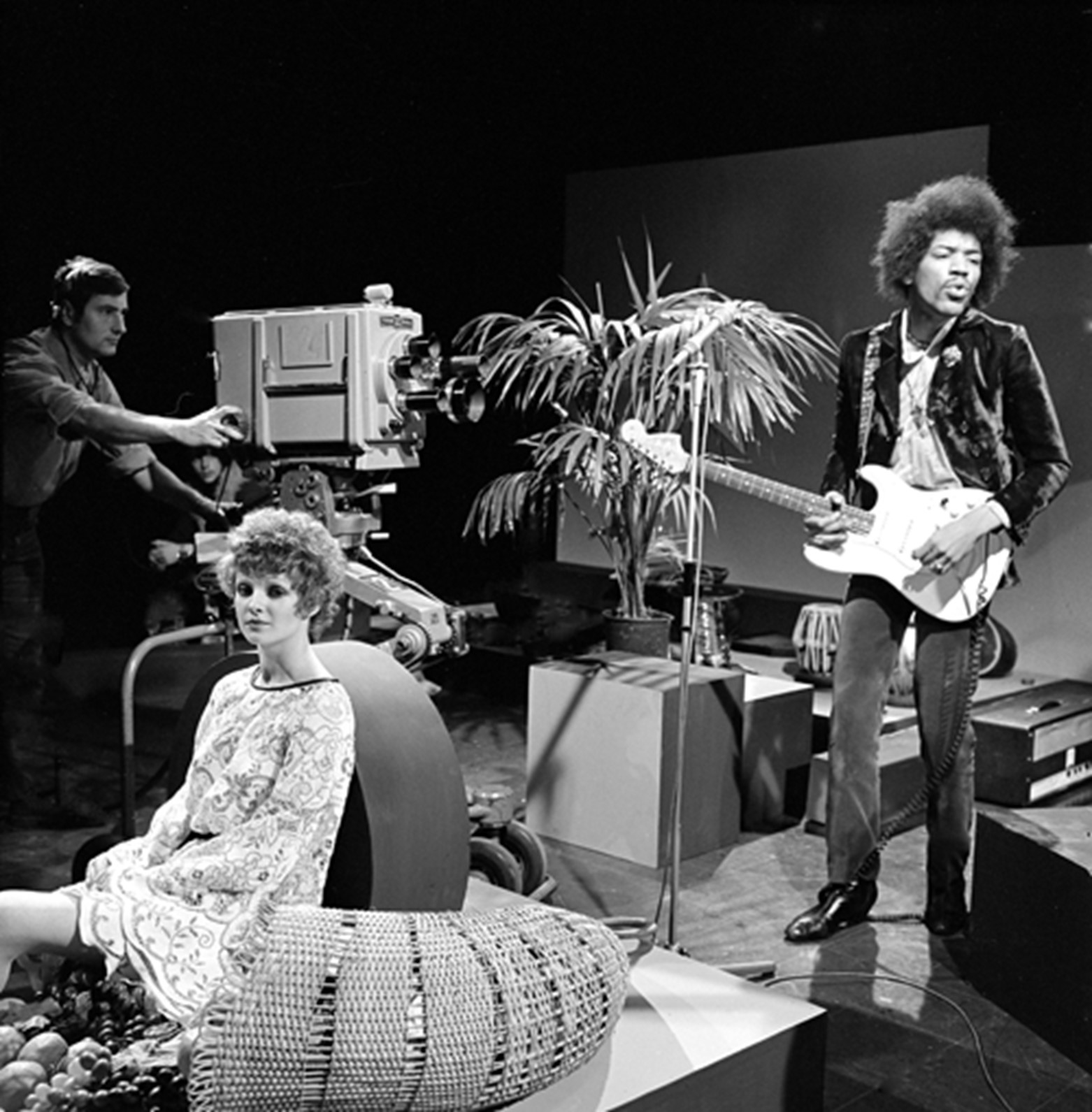
Jimi Hendrix in Hoepla (1967)

De makers streefden vanuit hun destijds politiek-linkse maatschappijvisie naar een tv-magazine dat een uiteenlopende keur aan onderwerpen op een ontspannen, maar ook indringende en experimentele manier behandelde. Zo passeerden in de vier opgenomen Hoepla-programma's het Zen-Boeddhisme, de kleding van VVD-coryfee Geertsema, de bekendheid van schrijver Jan Cremer in New York, een beroepsrijmelaar van dagblad De Telegraaf (Clinge Doorenbos) en interviews met popsterren als Eric Clapton, Pete Townshend en Mick Jagger en optredens van de bands Jimi Hendrix Experience, Frank Zappa en Soft Machine.

## Afleveringen
1. uitgezonden 28 juli 1967
2. uitgezonden 9 oktober 1967
3. gepland 10 november, uitgesteld tot 23 november 1967. Enkele onderwerpen werden door de VPRO-directie verwijderd.
4. gepland 8 januari 1968. Die dag werd besloten de aflevering niet uit te zenden, officieel omdat Phil Bloom zich tijdens de repetities zou hebben laten fotograferen door Playboy. Dat was voor commerciële doeleinden en dus niet toegestaan. Op 15 januari maakte de VPRO aan de makers bekend dat ze geen nieuwe afleveringen van Hoepla meer zou uitzenden.

Begin 21e eeuw werden de opnames voor aflevering 4 teruggevonden. Door het verbod was het nooit tot een eindmontage gekomen, maar met behulp van het originele montageschema is de aflevering zo goed mogelijk gereconstrueerd. In januari 2008, veertig jaar na de geplande uitzending, was aflevering 4 daardoor alsnog te zien op het digitale themakanaal Geschiedenis.

## Boek en dvd
- Over het programma Hoepla verscheen in 1968 het boek De Gekke Wereld Van... Hoepla, geschreven door Hans Verhagen, bij De Bezige Bij.
- In 2008 heeft de VPRO de vier Hoepla-afleveringen integraal op dvd uitgebracht. Deel 6 van de serie Wim T. Schippers' televisiepraktijken bevat zowel Hoepla als Plafond over de vloer.